# Abeed
Abeed eller abīd ur arabiskans abd ("tjänare" eller "slav") är en term som kommit att användas i arabvärlden som nedsättande benämning för slavar; termen började på 2000-talet uppmärksammas som en rasistisk term genom vilken personer av afrikanskt ursprung jämställs med slavar av personer ur arabiskt ursprung.
Termen har sitt ursprung ur slaveriets historia i Mellanöstern, vilket varade till in på 1900-talet. Det fanns slavar av olika etniskt ursprung i Mellanöstern, då reglerna om slaveri inom islam tillät att en kafir (icke-muslim) från dar al-harb gjordes till slav oavsett hudfärg. Slavar av afrikanskt ursprung var dock mer visuellt synliga än personer med vit hudfärg, och skilde därför ut sig mer som slavar, vilket innebär att afrikanskt ursprung kom att associeras med slaveri i Arabvärlden. 
Slaveriet varade till långt in på 1900-talet i Arabvärlden. Slaveri i Palestina varade ännu under 1930-talet, och termen "Abeed" (slav) användes ännu under 2000-talet som en nedsättande rasistisk benämning för att beskriva palestinier av afrikanskt ursprung. Afropalestinier diskrimineras kring vem de kan gifta sig med och på arbetsmarknaden, och bostadskvarter med huvudsakligen afro-palestinsk befolkning beskrivs med termen "Abeed": ett exempel är distriktet Al-Jalla i staden Gaza, som kallas Harat Al-Abeed; vilket betyder "slavkvarteret", liksom ett kvarter i Jeriko, som kallas "Duyuks slavar".